# Dmitrij Sopot
Dmitrij Władimirowicz Sopot, ros. Дмитрий Владимирович Сопот (ur. 1 maja 1998 w Twerze) – rosyjski łyżwiarz figurowy, startujący w parach sportowych z Anastasiją Połujanową. Srebrny medalista zimowej uniwersjady (2019), medalista zawodów z cyklu Challenger Series, brązowy medalista mistrzostw świata juniorów (2016), zwycięzca finału Junior Grand Prix (2015) oraz brązowy medalista mistrzostw Rosji (2016).

## Osiągnięcia

### Z Anastasiją Połujanową
| Zawody                                | 17–18          | 18–19          |                |                |                |                |                |                |                |                |                |                |                |                |                |                |                |
| Międzynarodowe                        | Międzynarodowe | Międzynarodowe | Międzynarodowe | Międzynarodowe | Międzynarodowe | Międzynarodowe | Międzynarodowe | Międzynarodowe | Międzynarodowe | Międzynarodowe | Międzynarodowe | Międzynarodowe | Międzynarodowe | Międzynarodowe | Międzynarodowe | Międzynarodowe | Międzynarodowe |
| ------------------------------------- | -------------- | -------------- | -------------- | -------------- | -------------- | -------------- | -------------- | -------------- | -------------- | -------------- | -------------- | -------------- | -------------- | -------------- | -------------- | -------------- | -------------- |
| CS Tallinn Trophy                     | 3              |                |                |                |                |                |                |                |                |                |                |                |                |                |                |                |                |
| Zimowa uniwersjada                    |                | 2              |                |                |                |                |                |                |                |                |                |                |                |                |                |                |                |
| Międzynarodowe: Kategorie młodzieżowe |                |                |                |                |                |                |                |                |                |                |                |                |                |                |                |                |                |
| JGP Finał                             | 6              | 5              |                |                |                |                |                |                |                |                |                |                |                |                |                |                |                |
| JGP w Austrii                         |                | 2              |                |                |                |                |                |                |                |                |                |                |                |                |                |                |                |
| JGP na Białorusi                      | 2              |                |                |                |                |                |                |                |                |                |                |                |                |                |                |                |                |
| JGP w Czechach                        |                | 4              |                |                |                |                |                |                |                |                |                |                |                |                |                |                |                |
| JGP w Polsce                          | 3              |                |                |                |                |                |                |                |                |                |                |                |                |                |                |                |                |
| Krajowe                               |                |                |                |                |                |                |                |                |                |                |                |                |                |                |                |                |                |
| Mistrzostwa Rosji                     | 10             | 12             |                |                |                |                |                |                |                |                |                |                |                |                |                |                |                |
| Mistrzostwa Rosji juniorów            | 8              | WD             |                |                |                |                |                |                |                |                |                |                |                |                |                |                |                |

### Z Jekatieriną Borisową
| Zawody                                | 14–15                                 | 15–16                                 | 16–17                                 |                                       |                                       |                                       |                                       |                                       |                                       |                                       |                                       |                                       |                                       |                                       |                                       |                                       |                                       |                                       |
| Międzynarodowe: Kategorie młodzieżowe | Międzynarodowe: Kategorie młodzieżowe | Międzynarodowe: Kategorie młodzieżowe | Międzynarodowe: Kategorie młodzieżowe | Międzynarodowe: Kategorie młodzieżowe | Międzynarodowe: Kategorie młodzieżowe | Międzynarodowe: Kategorie młodzieżowe | Międzynarodowe: Kategorie młodzieżowe | Międzynarodowe: Kategorie młodzieżowe | Międzynarodowe: Kategorie młodzieżowe | Międzynarodowe: Kategorie młodzieżowe | Międzynarodowe: Kategorie młodzieżowe | Międzynarodowe: Kategorie młodzieżowe | Międzynarodowe: Kategorie młodzieżowe | Międzynarodowe: Kategorie młodzieżowe | Międzynarodowe: Kategorie młodzieżowe | Międzynarodowe: Kategorie młodzieżowe | Międzynarodowe: Kategorie młodzieżowe | Międzynarodowe: Kategorie młodzieżowe |
| ------------------------------------- | ------------------------------------- | ------------------------------------- | ------------------------------------- | ------------------------------------- | ------------------------------------- | ------------------------------------- | ------------------------------------- | ------------------------------------- | ------------------------------------- | ------------------------------------- | ------------------------------------- | ------------------------------------- | ------------------------------------- | ------------------------------------- | ------------------------------------- | ------------------------------------- | ------------------------------------- | ------------------------------------- |
| Mistrzostwa świata juniorów           |                                       | 3                                     |                                       |                                       |                                       |                                       |                                       |                                       |                                       |                                       |                                       |                                       |                                       |                                       |                                       |                                       |                                       |                                       |
| JGP Finał                             |                                       | 1                                     | WD                                    |                                       |                                       |                                       |                                       |                                       |                                       |                                       |                                       |                                       |                                       |                                       |                                       |                                       |                                       |                                       |
| JGP w Estonii                         |                                       |                                       | 3                                     |                                       |                                       |                                       |                                       |                                       |                                       |                                       |                                       |                                       |                                       |                                       |                                       |                                       |                                       |                                       |
| JGP na Łotwie                         |                                       | 3                                     |                                       |                                       |                                       |                                       |                                       |                                       |                                       |                                       |                                       |                                       |                                       |                                       |                                       |                                       |                                       |                                       |
| JGP w Polsce                          |                                       | 1                                     |                                       |                                       |                                       |                                       |                                       |                                       |                                       |                                       |                                       |                                       |                                       |                                       |                                       |                                       |                                       |                                       |
| JGP w Rosji                           |                                       |                                       | 3                                     |                                       |                                       |                                       |                                       |                                       |                                       |                                       |                                       |                                       |                                       |                                       |                                       |                                       |                                       |                                       |
| Zimowe igrzyska olimpijskie młodzieży |                                       | 1                                     |                                       |                                       |                                       |                                       |                                       |                                       |                                       |                                       |                                       |                                       |                                       |                                       |                                       |                                       |                                       |                                       |
| Krajowe                               |                                       |                                       |                                       |                                       |                                       |                                       |                                       |                                       |                                       |                                       |                                       |                                       |                                       |                                       |                                       |                                       |                                       |                                       |
| Mistrzostwa Rosji juniorów            | 8                                     | 3                                     | 8                                     |                                       |                                       |                                       |                                       |                                       |                                       |                                       |                                       |                                       |                                       |                                       |                                       |                                       |                                       |                                       |
| Zawody drużynowe                      |                                       |                                       |                                       |                                       |                                       |                                       |                                       |                                       |                                       |                                       |                                       |                                       |                                       |                                       |                                       |                                       |                                       |                                       |
| Zimowe igrzyska olimpijskie młodzieży |                                       | 4 T 1 P                               |                                       |                                       |                                       |                                       |                                       |                                       |                                       |                                       |                                       |                                       |                                       |                                       |                                       |                                       |                                       |                                       |